# Willy Seewald
Guilherme Richard Franz „Willy” Seewald, ps. Didi (ur. 5 października 1900 w Fazenda Fialho, zm. 2 lutego 1929 w Porto Alegre) – brazylijski lekkoatleta (oszczepnik).

## Lata młodości
Był synem niemieckich emigrantów Karla Roberta Seewalda i Augusty Feisthauer Seewald. Miał siostrę Martę i dwóch braci, Edgara i Ericha. W młodości pod wpływem braci trenował piłkę nożną i gimnastykę, a także pracował w zakładzie stolarskim swojego ojca.

## Kariera
W 1924 zajął 18. miejsce w rzucie oszczepem na igrzyskach olimpijskich z wynikiem 49,39 m. Na igrzyska pojechał dzięki wsparciu finansowemu rodziny niemieckich emigrantów z Porto Alegre oraz Federação Paulista de Atletismo. W latach 1925–1927 zostawał mistrzem Brazylii w rzucie oszczepem.

## Śmierć
Zmarł w lutym 1929 na zapalenie wyrostka robaczkowego.

## Życie prywatne
Od 1927 był żonaty.